# Гарланд, Меррик
Меррик Брайан Гарланд (англ. Merrick Brian Garland; род. 13 ноября 1952, Чикаго, Иллинойс) — американский юрист и государственный деятель. Судья Апелляционного суда по округу Колумбия (1997—2021). Генеральный прокурор США (2021—2025).

## Биография

### Ранние годы
Родился в Чикаго в семье общественницы Ширли (урождённой Хорвиц) и предпринимателя Сирила Гарланда, родители которых эмигрировали в США из черты оседлости в Российской империи. Окончил школу в Скоки (1970), был президентом совета учащихся и входил в школьную команду по дебатам. Окончил Гарвард-колледж со степенью бакалавра искусств по общественным наукам (1974) и юридический факультет Гарвардского университета со степенью доктора права (1977).
Работал помощником судьи Апелляционного суда второго округа США Генри Френдли (1977—1978) и судьи Верховного суда США Уильяма Бреннана (1978—1979).

### Работа в министерстве юстиции и частная практика
В 1979 году Гарланд перешел на работу в министерство юстиции и стал специальным помощником генпрокурора Бенджамина Сивилетти. После окончания президентства Джимми Картера в 1981 году стал младшим членом юридической фирмы Arnold & Porter, в 1985 году стал партнёром фирмы. В 1986—1987 годах одновременно с частной практикой читал лекции по антимонопольному праву в Гарварде. В 1989 году стал помощником федерального прокурора по округу Колумбия. В 1992—1993 годах опять работал в Arnold & Porter.
После избрания и вступления в должность президента Билла Клинтона в 1993 году вернулся в министерство юстиции и стал заместителем помощника генерального прокурора в уголовном отделе минюста. В 1994 году стал главным помощником заместителя генпрокурора Джейми Горелик. В этой должности он осуществлял надзор за громкими делами по внутреннему терроризму, в том числе расследованиями теракта в Оклахома-Сити, рассылки бомб Теодором Качинским и взрыва во время летних Олимпийских игр 1996 в Атланте.

### Апелляционный суд США по округу Колумбия
6 сентября 1995 года президент Билл Клинтон выдвинул Гарланда на должность судьи Апелляционного суда по округу Колумбия по рекомендации судьи Верховного суда Бреннана. 1 декабря 1995 года в Сенате прошли слушания по его кандидатуре, однако республиканское большинство не установило дату голосования по его кандидатуре и она была возвращена президенту после окончания созыва Конгресса. После переизбрания на новый срок в 1996 году, 7 января 1997 года Клинтон опять выдвинул Гарланда на тот же пост. 19 марта 1997 года Сенат утвердил его в должности 76 голосами. Против голосовали 23 республиканца, которые объясняли свои голоса нежеланием расширять число судей Апелляционного суда по округу Колумбия до 11 человек.
С 2013 по 2020 год был председателем Апелляционного суда по округу Колумбия.

### Представление на пост судьи Верховного суда США

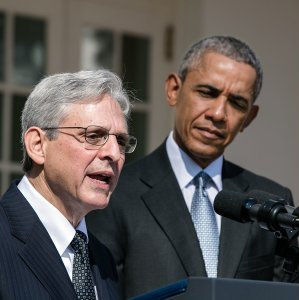
Гарланд с президентом Бараком Обамой, 2016 год

В 2009 и 2010 годах назывался одним из возможных кандидатов в судьи Верховного суда, однако президентом Бараком Обамой были назначены Соня Сотомайор и Елена Каган.
13 марта 2016 года скончался назначенный Рональдом Рейганом судья Верховного суда Антонина Скалиа. На следующий день сенаторы-республиканцы во главе с Митчем Макконнеллом выпустили заявление с отказом рассматривать любого назначенца Обамы, мотивируя это тем, что следующего судью должен назначить новый президент, избранный в ноябре того же года.
16 марта Обама предложил кандидатуру Гарланда, однако Сенат не стал проводить слушаний по представлению президента.
В 2017 году на место Скалиа новый президент Дональд Трамп назначил судью Нила Горсача.

### Генеральный прокурор США
6 января 2021 года избранный президент США Джо Байден заявил о намерении назначить Гарланда на пост генерального прокурора США. 10 марта 2021 года Гарланд был утверждён в должности Сенатом США. Его кандидатуру поддержали 70 сенаторов (включая Макконнелла), против голосовали 30.

## Личная жизнь
В 1987 году Гарланд женился на Линн Розенман; её дед Сэмюэль Ирвинг Розенман был судьей Верховного суда Нью-Йорка и советником президентов Франклина Рузвельта и Гарри Трумэна. У Гарланда и его жены есть две дочери, Ребекка и Джессика; обе окончили Йельский университет. Является троюродным братом бывшего губернатора Айовы и посла США в Китае Терри Бранстеда.

## Награды
- Орден князя Ярослава Мудрого II степени (4 сентября 2023 года, Украина) — за весомый личный вклад в укрепление межгосударственного сотрудничества, поддержку государственного суверенитета и территориальной целостности Украины, популяризацию Украинского государства в мире[12]